# خورانیدن اجباری

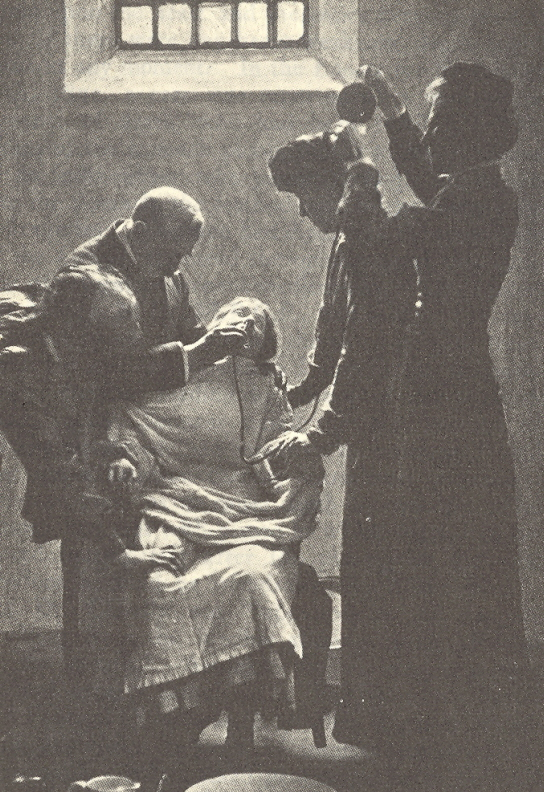
یک زن مدافع حق رأی در بریتانیا که دست به اعتصاب غذا زده است، خورانیده می‌شود

خورانیدن اجباری (به انگلیسی: Force-feeding) واداشتن انسان یا جانور به خوردن، برخلاف میل آن‌ها است. گاهی برای اینکار از لوله‌ای که از دهان یا بینی فرد عبور کرده است و به معده راه دارد، استفاده می‌شود. در بیمارستان‌ها چنانچه فرد روان‌پریشی از خوردن دارو امتناع ورزد، مسکّن‌ها را با این شیوه به او می‌خورانند.

## در زندان
در برخی از کشورها چنانچه زندانی به اعتصاب غذا روی آورد، او را می‌خورانند. هرچند که از ۱۹۷۵ میلادی، اعلامیهٔ توکیو از سوی انجمن جهانی پزشکی، زندانی را «قادر به اتخاذ تصمیم به‌تنهایی و با منطق» معرفی کرده است. خشونتِ خورانیدن به‌گونه‌ای است که می‌توان آن را نوعی شکنجه رده‌بندی کرد. چراکه خورانیدن می‌تواند دردناک باشد و موجب خونریزی یا انتقال بیماری شود (چنانچه برای انجام آن از ابزار آلوده استفاده شود).

## پیشینه
در پادشاهی متحد بریتانیا، سافراجت‌هایی که برای دفاع از حق رأی زنان زندانی شده بودند را خوراندند. املین پنکهرست که در آن زمان در زندان به سر می‌برد از جوّ ترسناک و فریادهای زنان نوشته است. پادشاهی متحد همچنین از روش خورانیدن بر روی جمهوری‌خواهان ایرلندی استفاده می‌کرد که منجر به مرگ هم شده است.
در ایالات متحده آمریکا از خورانیدن به‌طور ادامه‌داری در بازداشتگاه گوانتانامو استفاده شده است. در مارس ۲۰۰۶ میلادی نامه‌ای سرگشاده با امضای ۲۵۰ پزشک در لنست منتشر شد که هرگونه همکاری پزشکان در خورانیدن را برخلاف قوانین انجمن جهانی پزشکی می‌دانستند.